# Игнатьев, Исай
Иса́й Игна́тьев по прозвищу Мезе́нец (? — после 1657) — русский землепроходец середины — второй половины XVII века, исследователь Восточно-Сибирского моря.

## Детали биографии
По происхождению помор из Мезени (отсюда прозвище). Кормщик. Летом 1646 года во главе группы промышленников, искавших новые пушные районы, на своем коче впервые в истории мореплавания двинулся от устья Колымы морем на восток. Искусно проведя судно по узкой, свободной от сплошного льда прибрежной полосе, после двух дней пути неожиданно оказался между низменных берегов — «губы, обитаемой чукчами» (по-видимому Чаунской губы). Таким образом были открыты около 300 км североазиатского побережья и остров Айон. Мореходы высадились на сушу и вели с чукчами — коренными жителями этих мест — торговые переговоры, объясняясь жестами. На коч было загружено небольшое количество моржового клыка.
Этот товар был «большою новинкою» в Нижнеколымске и вызвал ряд последующих экспедиций, в том числе экспедицию Семёна Дежнёва, которая привела к открытию пролива между Азией и Америкой.
Игнатьев несколько раз повторял плавание в сторону Айона. По преданию, он был убит в стычке с местным населением.

## В литературе
- Персонаж романа В. Н. Кедрова «На краю света» (1986).